# 西村穣
西村 穣（にしむら ゆたか、1955年〈昭和30年〉9月16日 - ）は、日本の政治家。北海道中標津町長（3期）。

## 来歴
1974年（昭和49年）3月、北海道中標津高等学校を卒業する。
1978年（昭和53年）3月、東京農業大学を卒業したのち、翌1979年4月より中標津町役場に奉職。
中標津町職員として中標津町教育委員会社会教育課青少年教育係長、企画調整部企画課計画推進係長、経済部農林課農務係長、総務部企画財政課企画係長、総務部企画財政課主幹兼総務課主幹、経済部経済振興課長兼空港対策室長、経済部長などを歴任する。
2016年（平成28年）3月、中標津町役場を定年退職したのち、同年4月から7月まで根室町村会事務局長を務めた。
2016年（平成28年）8月21日、中標津町長選挙に出馬し、無投票で初当選。
2020年（令和2年）8月18日、任期満了に伴う中標津町長選挙に出馬し、無投票で再選を果たす。